# Rimowa
Rimowa GmbH, стилізована як RIMOWA, є німецьким виробником багажу з алюмінію, а також полікарбонату. Назва RIMOWA походить від Richard Morszeck Warenzeichen.

## Історія
Заснована в Кельні в 1898 році, виробник багажу і виробів зі шкіри став відомий своїм інноваційним високоякісним багажем. Річард Морсек та його батько Павел були власниками виробничої компанії для валіза, коли вогонь знищив усі матеріали, використовувані для виробництва, крім алюмінієвого складу. У 1937 році Річард створив першу валізу з алюмінію, яка запропонувала комбіновані переваги високої міцності з низькою вагою.
Сьогодні Rimowa також виготовляє багаж з полікарбонату з тією самою відмітною конструкцією ребристої конструкції контуру, яка характеризувала лінію алюмінію з 1950 року. Продукція виробляється в Німеччині, Чехії та Канаді.
23 січня 2017 р., Згідно з угодою про угода, оголошеною 4 жовтня 2016 р., Конгломерат LVMH придбав за 640 млн. Євро 80 % акцій Rimowa. 20 % статутного капіталу, який не був придбаний, покривається вартістю опціону, наданого LVMH, яка може бути реалізована з 2020 року. Рімова буде повністю консолідована з січня 2017 року. Очікується, що дохід компанії Rimowa на 2018 рік перевищить 400 мільйонів євро.